# Бронзівка смердюча
Бронзівка смердюча, або оленка смердюча (Oxythyrea funesta) — вид жуків з родини пластинчатовусих (Scarabaeidae).

## Опис
Жук довжиною від 8 до 12 мм. Тіло забарвлене в блискучий чорний колір з бронзово-зеленим блиском. На передньоспинці шість білих плям, розташованих по три двома повздовжніми рядами, біля бічного краю від однієї до трьох дрібніших цяточок такого ж кольору. Надкрила з численними білими плямами. Пігідій з шістьма плямами. Черевце по боках, а у самця й посередині, з повздовжніми рядами білих плям. У зовсім старих екземплярів опушення часто стирається.

## Поширення
Бронзівка смердюча живе в теплих регіонах, перш за все, в Північній Африці і Середземномор'ї. В Україні — у південній частині лісової, у лісостеповій та степовій зонах. Вид трапляється також на узліссях і багатих квітами лугах.
Літ жуків — з травня по липень.

## Живлення
Імаго харчуються пилком, личинки — корінням рослини. Самиці відкладають яйця на землю. Личинки досягають до 30 мм завдовжки. До осені з них з'являються повнолітні жуки, які можуть залишатися в землі до наступної весни.

## Значення
Пошкоджують квіти різних розоцвітих рослин, у тому числі і плодових.